# مرزان
مرزان، روستایی از توابع بخش طاغنکوه شهرستان فیروزه در استان خراسان رضوی ایران است.

## جمعیت
این روستا در دهستان طاغنکوه شمالی قرار دارد و براساس سرشماری مرکز آمار ایران در سال ۱۳9۵، جمعیت آن ۱٬257 نفر (۲۹۵خانوار) بوده‌است.